# Figuig
Figuig (in berbero: ⵉⴼⵢⵢⴻⵢ, Ifyyey; in arabo فكيك‎?) è una città del Marocco, capoluogo dell'omonima provincia, nella regione Orientale.
La città è anche conosciuta come Fikīk o Figig.
Vi si applica una tecnica costruttiva edile che utilizza il Karnaf, parte legnosa delle foglie di palma.

## Galleria d'immagini

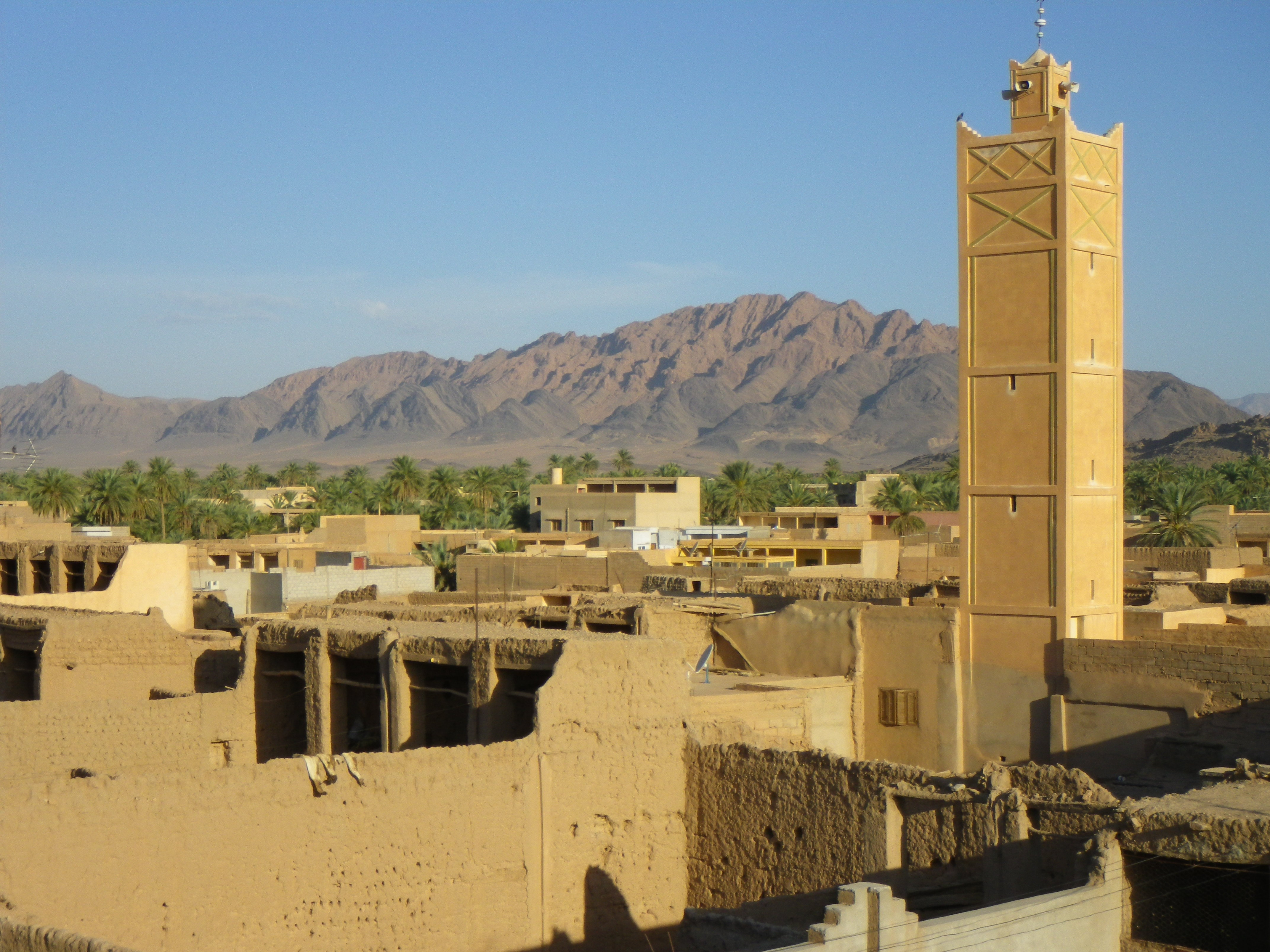
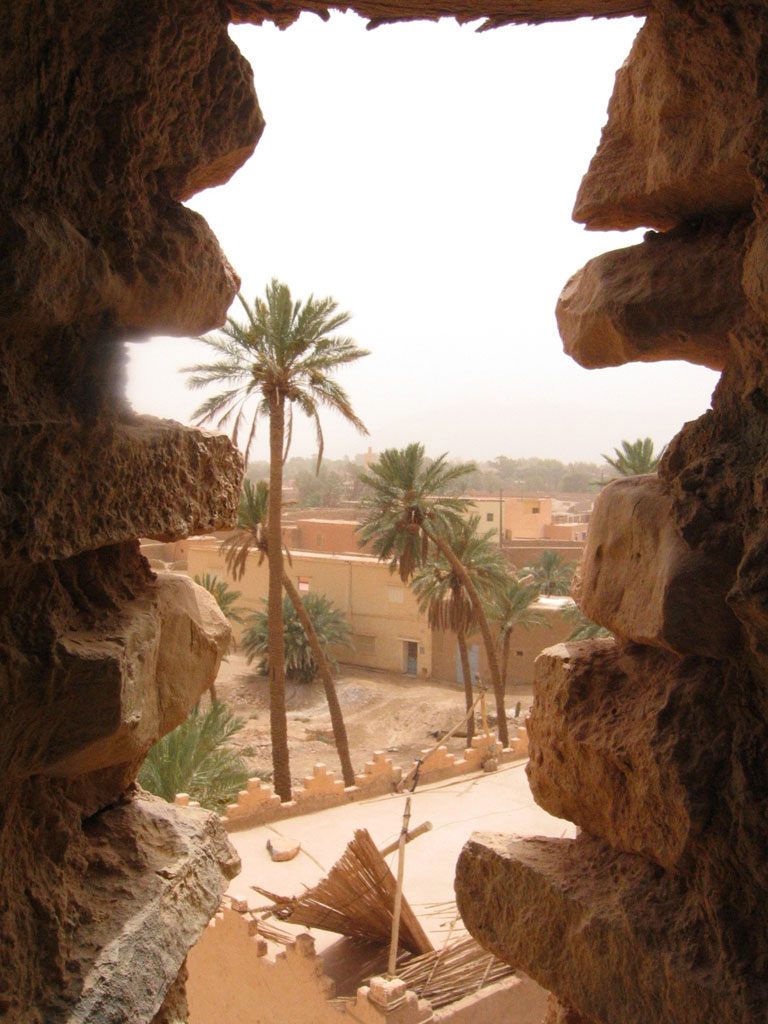
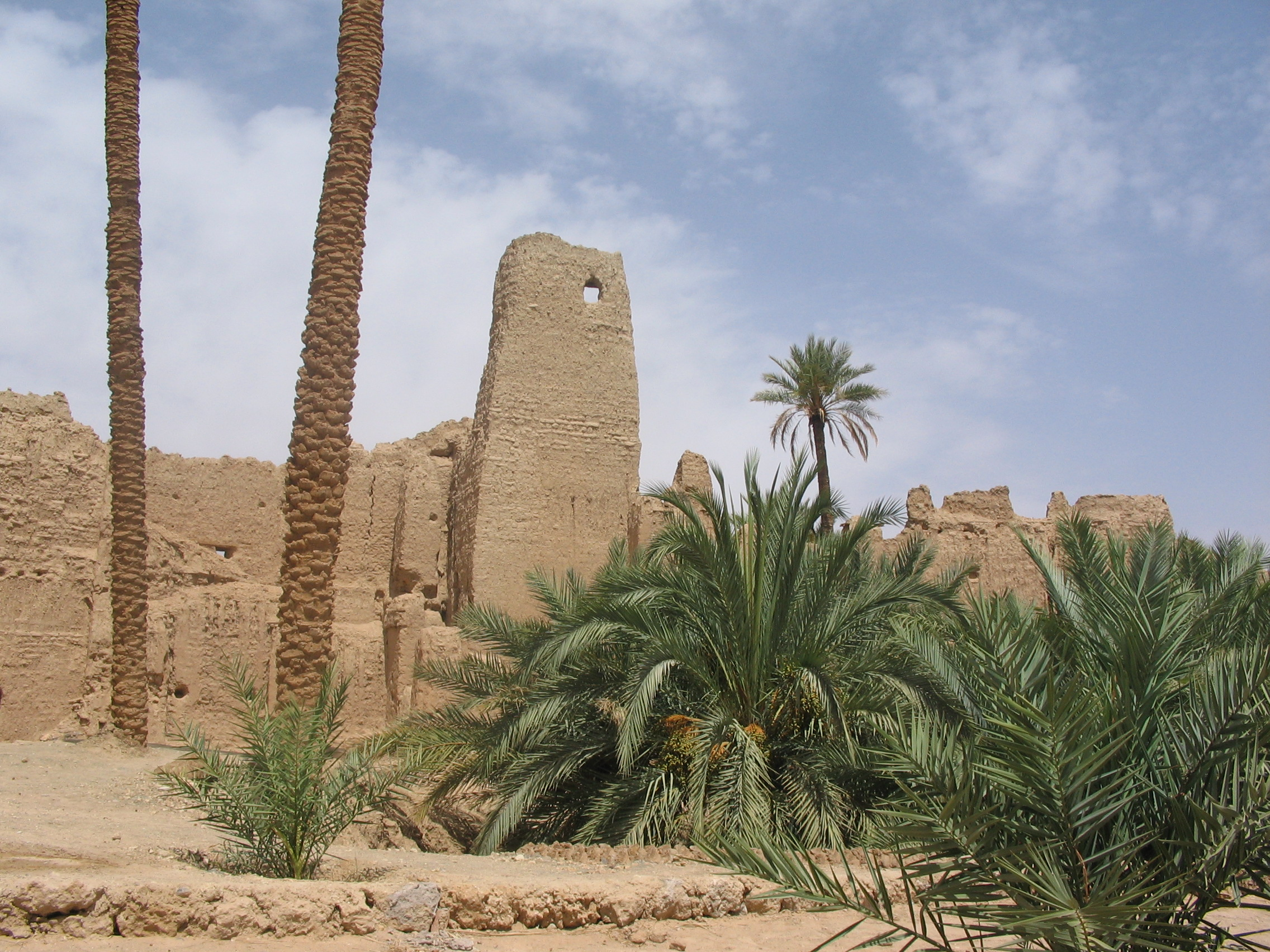
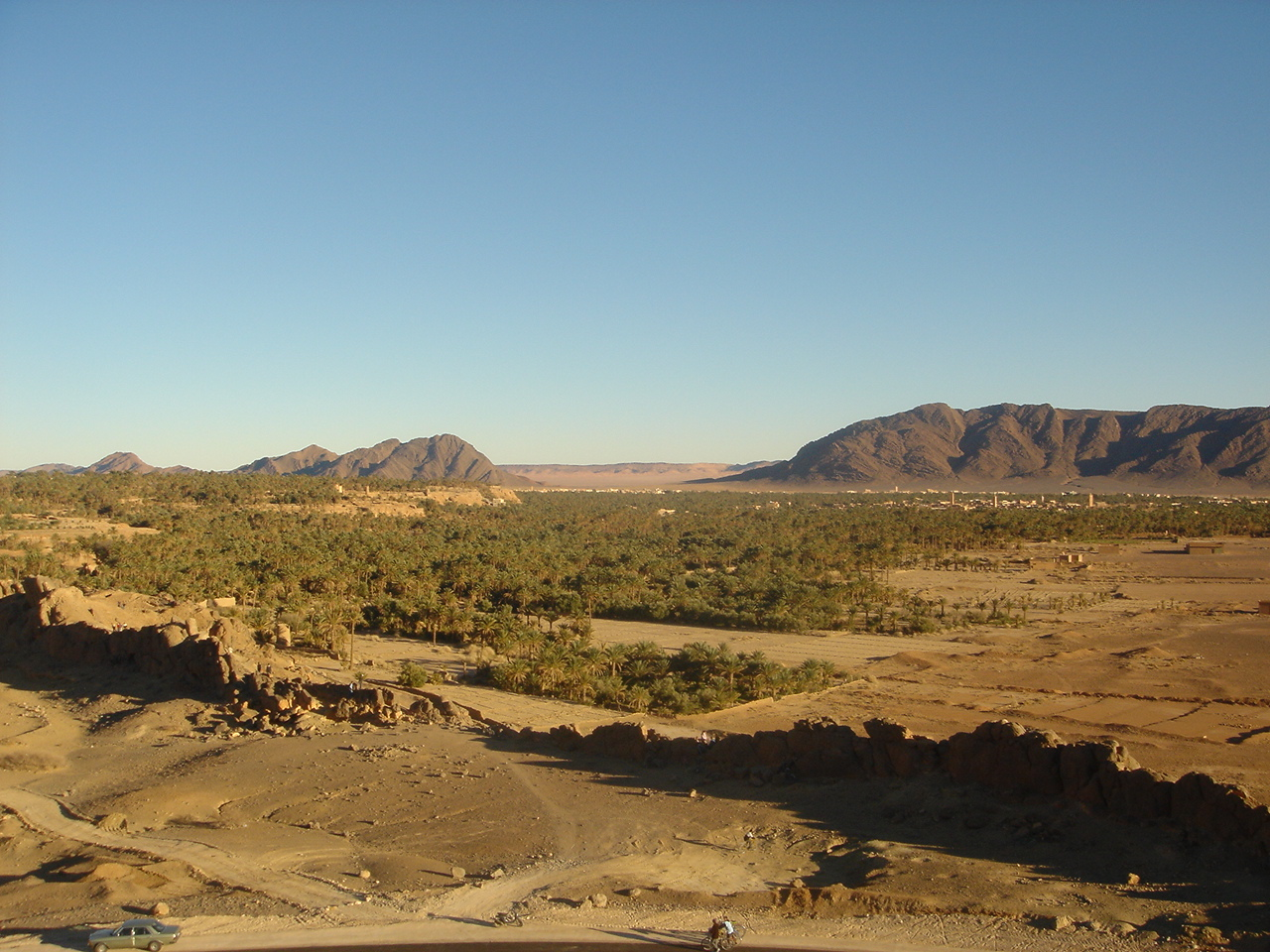
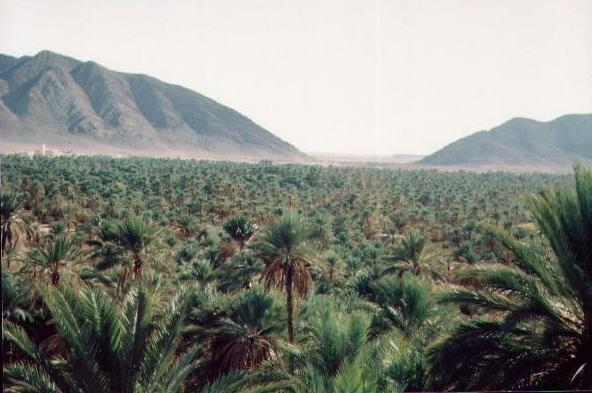